# Praia Grande (Santa Catarina)
Praia Grande è un comune del Brasile nello Stato di Santa Catarina, parte della mesoregione del Sul Catarinense e della microregione di Araranguá.